# 溝上真紀子
溝上 真紀子（みぞがみ まきこ、11月30日 - ）は、日本の女性声優、ナレーター。和歌山県出身。青二プロダクション所属。

## 経歴
京都ノートルダム女子大学卒業。
1992年、青二塾大阪校10期生。1994年、青二塾大阪校卒業後、青二プロダクションに所属。

## 人物
音域はF3 - F5。方言は関西弁。
多数のアニメ、ドラマ、ゲーム、洋画等に出演しており、テレビ番組のナレーションも務めている。
資格・免許は普通自動車免許、裏千家茶道茶名取得、小笠原流華道教授。
趣味は歌唱（ポップス、ミュージカル、ジャズ、オペラ）、テレビ番組の編集、絵画・芸術品鑑賞、英会話。特技は小鼓（かけ声得意）。

## 出演

### テレビアニメ
1994年
- キテレツ大百科（主婦）
- 美少女戦士セーラームーンS（子供）

1996年
- 地獄先生ぬ〜べ〜（郷子の母、ユキさん）
- ドラゴンボールZ（おばさん）
- ドラゴンボールGT（1996年 - 1997年、オバサン、女性信者、おばあさん）

1997年
- ゲゲゲの鬼太郎（第4作）（母親）

1998年
- 遊☆戯☆王（赤星の母）

2002年
- Kanon（第2作）（舞の母）

2008年
- CLANNAD 〜AFTER STORY〜（志麻の母）

2009年
- 名探偵コナン（おばちゃん）

### ゲーム
- メルクリウスプリティ（1994年、炎の悪魔）
- ダークハンター 上 異次元学園（1997年、渋谷光江）
- AIR（2000年、お母さん）
- フェイバリットディア 円環の物語（2010年、トリシア）

### ドラマCD
- エメラルドドラゴン ドラマ・シリーズ VOL.1（占い師の老婆）
- 王都妖奇譚〜化石の海〜（影連の母）
- Kanon（舞の母）
- クロックタワーゴーストヘッド（鷹野弥生）
- 聖痕のジョカ（ニーナ）
- ツインビーPARADISE（美人秘書、アナウンサー）
- 美少女探偵 美紅（ヨネばあさん）
- 女神異聞録ペルソナ（松平美智子）
- ランドセルシリーズ小学2年小学3年（コンピューターのピュー太）

### 吹き替え
- ダイ・ハード3（1995年、トーマス先生〈パトリシア・マウチェリ〉）※ソフト版
- 2 days トゥー・デイズ（1999年、ヘルガ〈シャーリーズ・セロン〉）
- エア・アメリカ（2000年、アリシア）

### ナレーション
- キッズステーション
- ズームアップ埼玉
- ニュートンのリンゴ
- ホームドラマチャンネル

### ボイスオーバー
- ザ・スクープ
- スーパーモーニング
- ワイド!スクランブル

### 特撮
- ウルトラマンコスモスVSウルトラマンジャスティス THE FINAL BATTLE（2003年、館内アナウンス・コンピュータの声）